# Liga de Campeones de la UEFA 2023-24
La Liga de Campeones de la UEFA 2023-24 fue la 69.ª edición de la competición desde la creación de la Copa de Campeones de Europa, y la 32ª desde que se renombró a Liga de Campeones de la UEFA. Comenzó el 27 de junio de 2023 y finalizó casi un año más tarde, el 1 de junio de 2024. 
La final se jugó en el estadio de Wembley en Londres (Inglaterra). El equipo ganador fue el Real Madrid Club de Fútbol, derrotando al Borussia Dortmund por 2-0 y logrando así su decimoquinto título. Gracias a su victoria, el Real Madrid se clasificó automáticamente para la fase de liga de la Liga de Campeones de la UEFA 2024-25 y también jugará la Supercopa de la UEFA 2024 contra el campeón de la Liga Europa de la UEFA 2023-24. También se clasificará para la final de la nueva Copa Intercontinental de la FIFA 2024 y la Copa Mundial de Clubes de la FIFA 2025.
Londres fue la ciudad número 12 en la que el equipo blanco se coronó campeón, después de París, Madrid, Bruselas, Stuttgart, Glasgow, Ámsterdam, Saint-Denis, Lisboa, Milán, Cardiff y Kiev. Adicionalmente, el Borussia Dortmund fue el rival número 12 al que el equipo madrileño se enfrentó en una final de la máxima competición europea, después de Stade de Reims, Fiorentina, Milan, Eintracht Frankfurt, Benfica, Partizán de Belgrado, Inter de Milán, Liverpool, Juventus, Valencia, Bayer Leverkusen y Atlético de Madrid.
Asimismo, los madrileños han llegado a 12 de las últimas 14 semifinales del torneo, siendo 2019 y 2020 las únicas en las que no estuvieron.
Esta edición del torneo fue el último que tuvo el formato de 32 equipos desde fase de grupos. En la Liga de Campeones de la UEFA 2024-25 se cambiaría a otro formato, primero una fase clasificatoria entre 79-85 equipos y después una fase de liga, sin grupos.
Adicionalmente, con el título en Londres, los jugadores Nacho Fernández, Luka Modrić, Dani Carvajal y Toni Kroos lograron su sexta Champions en su palmarés personal, igualando a Paco Gento, a Liverpool y Bayern; del mismo modo, Florentino Pérez, presidente del club blanco, logró con este título 7 Champions (2002, 2014, 2016, 2017, 2018, 2022, 2024).
Además, Carlo Ancelotti llegó a las 5 Champions ganadas como entrenador; si se le suman las 2 Champions que ganó como jugador, en total el técnico italiano ha ganado 7 títulos.

## Asignación de equipos por asociación
Un total de 78 equipos de 53 de las 55 federaciones miembro de la UEFA participan en la Liga de Campeones 2023-24. La clasificación de la asociación basada en los coeficientes de país de la UEFA se usa para determinar el número de equipos participantes para cada asociación:
- Las asociaciones 1–4 tienen cuatro equipos clasificados.
- Las asociaciones 5–6 tienen tres equipos clasificados.
- Las asociaciones 7–15 (excepto Rusia) tienen dos equipos clasificados.
- Las asociaciones 16–55 (excepto Liechtenstein) tienen un equipo clasificado.
- Los ganadores de la Liga de Campeones de la UEFA 2022-23 y de la Liga Europa de la UEFA 2022-23 se les otorgará una plaza adicional si no acceden a la Liga de Campeones 2023-24 a través de su liga local.

### Clasificación de la asociación
Para la Liga de Campeones 2023-24, a las asociaciones se les asignan plazas de acuerdo con sus coeficientes de país de la UEFA 2022, que toma en cuenta su rendimiento en las competiciones europeas de 2017-18 a 2021-22.
| Clasif. | Asociación      | Coef.   | Equipos | Notas    |
| ------- | --------------- | ------- | ------- | -------- |
| 1       | Inglaterra      | 106.641 | 4       |          |
| 2       | España          | 96.141  | 4       | +1 (UEL) |
| 3       | Italia          | 76.902  | 4       |          |
| 4       | Alemania        | 75.213  | 4       |          |
| 5       | Francia         | 60.081  | 3       |          |
| 6       | Portugal        | 53.382  |         |          |
| 7       | Países Bajos    | 49.300  | 2       |          |
| 8       | Austria         | 38.850  | 2       |          |
| 9       | Escocia         | 36.900  | 2       |          |
| 10      | Rusia           | 34.482  | 0       |          |
| 11      | Serbia          | 33.375  | 2       |          |
| 12      | Ucrania         | 31.800  | 2       |          |
| 13      | Bélgica         | 30.600  | 2       |          |
| 14      | Suiza           | 29.675  | 2       |          |
| 15      | Grecia          | 28.200  | 2       |          |
| 16      | República Checa | 27.800  | 1       |          |
| 17      | Noruega         | 27.250  | 1       |          |
| 18      | Dinamarca       | 27.175  | 1       |          |
| 19      | Croacia         | 27.150  | 1       |          |

| Clasif. | Asociación           | Coef.  | Equipos | Notas |
| ------- | -------------------- | ------ | ------- | ----- |
| 20      | Turquía              | 27.100 | 1       |       |
| 21      | Chipre               | 26.375 | 1       |       |
| 22      | Israel               | 24.375 | 1       |       |
| 23      | Suecia               | 22.875 | 1       |       |
| 24      | Bulgaria             | 19.500 | 1       |       |
| 25      | Rumania              | 17.150 | 1       |       |
| 26      | Azerbaiyán           | 17.000 | 1       |       |
| 27      | Hungría              | 16.375 | 1       |       |
| 28      | Polonia              | 15.875 | 1       |       |
| 29      | Kazajistán           | 15.750 | 1       |       |
| 30      | Eslovaquia           | 15.625 | 1       |       |
| 31      | Eslovenia            | 15.000 | 1       |       |
| 32      | Bielorrusia          | 12.500 | 1       |       |
| 33      | Moldavia             | 11.250 | 1       |       |
| 34      | Lituania             | 10.000 | 1       |       |
| 35      | Bosnia y Herzegovina | 9.125  | 1       |       |
| 36      | Finlandia            | 8.875  | 1       |       |
| 37      | Luxemburgo           | 8.750  | 1       |       |

| Clasif. | Asociación          | Coef. | Equipos | Notas |
| ------- | ------------------- | ----- | ------- | ----- |
| 38      | Letonia             | 8.625 | 1       |       |
| 39      | Kosovo              | 8.166 | 1       |       |
| 40      | Irlanda             | 8.128 | 1       |       |
| 41      | Armenia             | 8.125 | 1       |       |
| 42      | Irlanda del Norte   | 8.083 | 1       |       |
| 43      | Albania             | 8.000 | 1       |       |
| 44      | Islas Feroe         | 7.250 | 1       |       |
| 45      | Estonia             | 7.041 | 1       |       |
| 46      | Malta               | 7.000 | 1       |       |
| 47      | Georgia             | 7.000 | 1       |       |
| 48      | Macedonia del Norte | 7.000 | 1       |       |
| 49      | Liechtenstein       | 6.500 | 0       |       |
| 50      | Gales               | 5.500 | 1       |       |
| 51      | Gibraltar           | 5.416 | 1       |       |
| 52      | Islandia            | 5.375 | 1       |       |
| 53      | Montenegro          | 4.875 | 1       |       |
| 54      | Andorra             | 4.665 | 1       |       |
| 55      | San Marino          | 1.332 | 1       |       |

### Distribución
Los equipos accederán de acuerdo a la lista de acceso.
|                                           |                                           | Equipos que entran en esta fase | Equipos que provienen de la fase anterior                                                                  |
| ----------------------------------------- | ----------------------------------------- | --- | --- |
| Ronda preliminar (4 equipos)              | Ronda preliminar (4 equipos)              | - 4 campeones de las asociaciones 52-55 | |
| Primera ronda clasificatoria (30 equipos) | Primera ronda clasificatoria (30 equipos) | - 29 campeones de las asociaciones 22-51 (excluyendo Liechtenstein) | - 1 ganador de la ronda preliminar                                                                         |
| Segunda ronda clasificatoria (24 equipos) | Ruta de campeones (20 equipos)            | - 5 campeones de las asociaciones 17-21 | - 15 ganadores de la primera ronda clasificatoria                                                          |
| Segunda ronda clasificatoria (24 equipos) | Ruta de liga (4 equipos)                  | - 4 subcampeones de las asociaciones 12-15 | |
| Tercera ronda clasificatoria (20 equipos) | Ruta de campeones (12 equipos)            | - 2 campeones de las asociaciones 15-16 | - 10 ganadores de la segunda ronda - Ruta de campeones                                                     |
| Tercera ronda clasificatoria (20 equipos) | Ruta de liga (8 equipos)                  | - 4 subcampeones de las asociaciones 7-11 (excluyendo Rusia) - 2 equipos en tercer lugar de las asociaciones 5-6 | - 2 ganadores de la segunda ronda - Ruta de liga                                                           |
| Ronda de play-off (12 equipos)            | Ruta de campeones (8 equipos)             | - 2 campeones de las asociaciones 13-14 | - 6 ganadores de la tercera ronda clasificatoria - Ruta de campeones                                       |
| Ronda de play-off (12 equipos)            | Ruta de liga (4 equipos)                  | | - 4 ganadores de la tercera ronda clasificatoria - Ruta de liga                                            |
| Fase de grupos (32 equipos)               | Fase de grupos (32 equipos)               | - 1 campeón de la Liga Europa de la UEFA 2022-23 - 11 campeones de las asociaciones 1-12 (excluyendo Rusia) - 6 subcampeones de las asociaciones 1-6 - 4 equipos en tercer lugar de las asociaciones 1-4 - 4 equipos en cuarto lugar de las asociaciones 1-4 | - 4 ganadores de la ronda de play-off Ruta de campeones - 2 ganadores de la ronda de play-off Ruta de liga |
| Fase eliminatoria (16 equipos)            | Fase eliminatoria (16 equipos)            | | - 8 primeros de grupo - 8 segundos de grupo                                                                |

Se realizarán cambios en la lista de acceso anterior si los ganadores de la Liga de Campeones y/o la Liga Europa clasifican para el torneo a través de sus ligas nacionales.
- Si el ganador del título de la Liga de Campeones se clasifica para la fase de grupos a través de su liga nacional, se realizarán los siguientes cambios:
  1. Los campeones de la asociación 12 entran en la fase de grupos en lugar de en la ronda de play-off.
  2. Los campeones de la asociación 14 entran en la ronda de play-off en lugar de en la tercera ronda de clasificación.
  3. Los campeones de la asociación 16 entran en la tercera ronda de clasificación en lugar de la segunda ronda de clasificación.
  4. Los campeones de las asociaciones 20 y 21 entran en la segunda ronda de clasificación en lugar de la primera ronda de clasificación.
- Si el ganador del título de la Liga Europa se clasifica para la fase de grupos a través de su liga nacional, se realizarán los siguientes cambios:
  1. El tercer equipo de la asociación 5 ingresa a la fase de grupos en lugar de a la tercera ronda de clasificación.
  2. Los subcampeones de las asociaciones 12 y 13 entran en la tercera ronda de clasificación en lugar de la segunda ronda de clasificación.
- Si los ganadores de la Liga de Campeones y/o la Liga Europa se clasifican para las rondas clasificatorias a través de su liga nacional, su lugar en las rondas clasificatorias queda vacante, y los equipos de las asociaciones mejor clasificadas en las rondas anteriores serán promovidos en consecuencia.
- Una asociación puede tener un máximo de cinco equipos en la Liga de Campeones. Por lo tanto, si tanto los campeones de la Liga de Campeones como los de la Liga Europa provienen de la misma asociación entre las cuatro primeras y terminan fuera de los cuatro primeros de su liga nacional, el equipo de la liga clasificado cuarto no competirá en la Liga de Campeones y, en su lugar, lo hará en la Liga Europa.

## Participantes
En cursiva los equipos debutantes
| Fase de grupos               | Fase de grupos           | Fase de grupos                | Fase de grupos         |
| ---------------------------- | ------------------------ | ----------------------------- | ---------------------- |
| Sevilla (LE)                 | Atlético de Madrid (3.º) | Borussia Dortmund (2.º)       | Porto (2.º)            |
| Manchester City (1.°)CV      | Real Sociedad (4.º)      | Leipzig (3.º)                 | Feyenoord (1.º)        |
| Arsenal (2.º)                | Napoli (1.º)             | Unión Berlín (4.º)            | Salzburgo (1.º)        |
| Manchester United (3.º)      | Lazio (2.°)              | París Saint-Germain (1.º)     | Celtic (1.º)           |
| Newcastle United (4.º)       | Inter de Milán (3.º)     | Lens (2.º)                    | Estrella Roja (1.º)    |
| Barcelona (1.º)              | Milan (4.°)              | Benfica (1.º)                 | Shakhtar Donetsk (1.º) |
| Real Madrid (2.º)            | Bayern Múnich (1.º)      |                               |                        |
| Ronda de play-off            |                          |                               |                        |
| Ruta de campeones            | Ruta de campeones        | Ruta de liga                  | Ruta de liga           |
| Antwerp (1.º)                | Young Boys (1.º)         |                               |                        |
| Tercera ronda clasificatoria |                          |                               |                        |
| Ruta de campeones            | Ruta de liga             | Ruta de liga                  | Ruta de liga           |
| AEK Atenas (1.º)             | Olympique Marsella (3.º) | PSV Eindhoven (2.º)           | Rangers (2.º)          |
| Sparta Praga (1.º)           | Sporting Braga (3.º)     | Sturm Graz (2.º)              | TSC (2.º)              |
| Segunda ronda clasificatoria |                          |                               |                        |
| Ruta de campeones            | Ruta de campeones        | Ruta de liga                  | Ruta de liga           |
| Molde (1.º)                  | Galatasaray (1.º)        | Dnipro-1 (2.º)                | Servette (2.º)         |
| Copenhague (1.º)             | Aris Limassol (1.º)      | Genk (2.º)                    | Panathinaikos (2.º)    |
| Dinamo Zagreb (1.º)          |                          |                               |                        |
| Primera ronda clasificatoria |                          |                               |                        |
| Maccabi Haifa (1.º)          | Slovan Bratislava (1.º)  | Swift Hesperange (1.º)        | KÍ (1.º)               |
| Häcken (1.º)                 | Olimpija Ljubljana (1.º) | Valmiera (1.º)                | Flora (1.º)            |
| Ludogorets Razgrad (1.º)     | BATE Borísov (3.º),      | Ballkani (1.º)                | Ħamrun Spartans (1.º)  |
| Farul Constanța (1.º)        | Sheriff Tiraspol (1.º)   | Shamrock Rovers (1.º)         | Dinamo Tiflis (1.º)    |
| Qarabağ (1.º)                | Žalgiris (1.º)           | Urartu (1.º)                  | Struga (1.º)           |
| Ferencváros (1.º)            | Zrinjski Mostar (1.º)    | Larne (1.º)                   | The New Saints (1.º)   |
| Raków Częstochowa (1.º)      | HJK (1.º)                | Partizán Tirana (1.º)         | Lincoln Red Imps (1.º) |
| Astaná (1.º)                 |                          |                               |                        |
| Ronda preliminar             |                          |                               |                        |
| Breiðablik (1.º)             | Budućnost (1.º)          | Atlètic Club d'Escaldes (1.º) | Tre Penne (1.º)        |

Leyendas:
CV: campeón vigente de la Liga de Campeones
LE: campeón vigente de la Liga Europa.
N.º: Posición de liga.

## Calendario
El calendario de la competición es el siguiente. Tras tres años de ausencia, el sorteo vuelve al Foro Grimaldi de Mónaco.
| Fase              | Ronda             | Sorteo                  | Ida                                     | Vuelta                       |
| ----------------- | ----------------- | ----------------------- | --------------------------------------- | ---------------------------- |
| Clasificación     | Ronda preliminar  | 13 de junio de 2023     | 27 de junio de 2023 (Semifinales)       | 30 de junio de 2023 (Final)  |
| Clasificación     | Primera ronda     | 20 de junio de 2023     | 11–12 de julio de 2023                  | 18-19 de julio de 2023       |
| Clasificación     | Segunda ronda     | 21 de junio de 2023     | 25–26 de julio de 2023                  | 1-2 de agosto de 2023        |
| Clasificación     | Tercera ronda     | 24 de julio de 2023     | 8–9 de agosto de 2023                   | 15 de agosto de 2023         |
| Play-off          | Ronda de play-off | 7 de agosto de 2023     | 22-23 de agosto de 2023                 | 29–30 de agosto de 2023      |
| Fase de grupos    | Jornada 1         | 31 de agosto de 2023    | 19–20 de septiembre de 2023             | 19–20 de septiembre de 2023  |
| Fase de grupos    | Jornada 2         | 31 de agosto de 2023    | 3–4 de octubre de 2023                  | 3–4 de octubre de 2023       |
| Fase de grupos    | Jornada 3         | 31 de agosto de 2023    | 24–25 de octubre de 2023                | 24–25 de octubre de 2023     |
| Fase de grupos    | Jornada 4         | 31 de agosto de 2023    | 7–8 de noviembre de 2023                | 7–8 de noviembre de 2023     |
| Fase de grupos    | Jornada 5         | 31 de agosto de 2023    | 28–29 de noviembre de 2023              | 28–29 de noviembre de 2023   |
| Fase de grupos    | Jornada 6         | 31 de agosto de 2023    | 12–13 de diciembre de 2023              | 12–13 de diciembre de 2023   |
| Fase eliminatoria | Octavos           | 18 de diciembre de 2023 | 13–14 y 20–21 de febrero de 2024        | 5–6 y 12–13 de marzo de 2024 |
| Fase eliminatoria | Cuartos           | 15 de marzo de 2024     | 9–10 de abril de 2024                   | 16–17 de abril de 2024       |
| Fase eliminatoria | Semifinales       | 15 de marzo de 2024     | 30 de abril de 2024 – 1 de mayo de 2024 | 7–8 de mayo de 2024          |
| Fase eliminatoria | Final             | 15 de marzo de 2024     | 1 de junio de 2024                      | 1 de junio de 2024           |

## Ronda preliminar
En la ronda preliminar, cuatro equipos se dividen en dos bombos, en esta ocasión según los coeficientes de países por clubes de UEFA. Jugaron dos semifinales, y los ganadores de las mismas jugarán una final para definir al equipo que jugará la primera ronda previa. Los perdedores de las semifinales y la final ingresan a la segunda ronda clasificatoria de la Liga Europa Conferencia de la UEFA
| Ronda preliminar | Ronda preliminar | Ronda preliminar              | Ronda preliminar |
| ---------------- | ---------------- | ----------------------------- | ---------------- |
| Breiðablik (1.º) | Budućnost (1.º)  | Atlètic Club d'Escaldes (1.º) | Tre Penne (1.º)  |

|  | Semifinales             | Semifinales |                        |   | Final | Final |
|  |                         |             |                        |   |       |       |
|  | 27 de junio – Islandia  |             |                        |   |       |       |
|  |                         |             |                        |   |       |       |
|  | Atlètic Club d'Escaldes | 0           |                        |   |       |       |
|  | Atlètic Club d'Escaldes | 0           | 30 de junio – Islandia |   |       |       |
|  | Budućnost Podgorica     | 3           |                        |   |       |       |
|  | Budućnost Podgorica     | 3           | Budućnost Podgorica    | 0 |       |       |
|  | 27 de junio – Islandia  |             | Budućnost Podgorica    | 0 |       |       |
|  |                         | Breiðablik  | 5                      |   |       |       |
|  | Tre Penne               | Breiðablik  | 5                      | 1 |       |       |
|  | Tre Penne               |             |                        | 1 |       |       |
|  | Breiðablik              | 7           |                        |   |       |       |
|  | Breiðablik              | 7           |                        |   |       |       |

## Fase clasificatoria

### Primera Ronda Clasificatoria
Un total de 30 equipos participaran en la primera ronda de clasificación: 29 equipos que ingresaran en esta ronda y el ganador de la ronda preliminar. Los perdedores de esta ronda entrarán a la segunda ronda clasificatoria de la Liga Europa Conferencia de la UEFA. Sin embargo, dos no mencionados en el sorteo irán a la tercera ronda debido al número impar en la segunda ronda.
| Primera ronda clasificatoria | Primera ronda clasificatoria | Primera ronda clasificatoria | Primera ronda clasificatoria | Primera ronda clasificatoria |
| ---------------------------- | ---------------------------- | ---------------------------- | ---------------------------- | ---------------------------- |
| Maccabi Haifa (1.º)          | Raków Częstochowa (1.º)      | Žalgiris (1.º)               | Shamrock Rovers (1.º)        | Ħamrun Spartans (1.º)        |
| Häcken (1.º)                 | Astaná (1.º)                 | Zrinjski Mostar (1.º)        | Urartu (1.º)                 | Dinamo Tiflis (1.º)          |
| Ludogorets Razgrad (1.º)     | Slovan Bratislava (1.º)      | HJK (1.º)                    | Larne (1.º)                  | Struga (1.º)                 |
| Farul Constanța (1.º)        | Olimpija Ljubljana (1.º)     | Swift Hesperange (1.º)       | Partizán Tirana (1.º)        | The New Saints (1.º)         |
| Qarabağ (1.º)                | BATE Borísov (3.º)           | Valmiera (1.º)               | KÍ (1.º)                     | Lincoln Red Imps (1.º)       |
| Ferencváros (1.º)            | Sheriff Tiraspol (1.º)       | Ballkani (1.º)               | Flora (1.º)                  | Breiðablik (1.º)             |

| Equipo 1           | Agr.         | Equipo 2           | Ida | Vuelta |
| ------------------ | ------------ | ------------------ | --- | ------ |
| Häcken             | 5–1          | The New Saints     | 3–1 | 2–0    |
| Ballkani           | 2–4          | Ludogorets Razgrad | 2–0 | 0–4    |
| Shamrock Rovers    | 1–3          | Breiðablik         | 0–1 | 1–2    |
| Žalgiris           | 2–1          | Struga             | 0–0 | 2–1    |
| KÍ                 | 3–0          | Ferencváros        | 0–0 | 3–0    |
| Olimpija Ljubljana | 4–2          | Valmiera           | 2–1 | 2–1    |
| HJK                | 3–2 (t. s.)  | Larne              | 1–0 | 2–2    |
| Lincoln Red Imps   | 1–6          | Qarabağ            | 1–2 | 0–4    |
| Raków Częstochowa  | 4–0          | Flora              | 1–0 | 3–0    |
| Slovan Bratislava  | 3–1          | Swift Hesperange   | 1–1 | 2–0    |
| Farul Constanța    | 1–3 (t. s.)  | Sheriff Tiraspol   | 1–0 | 0–3    |
| Ħamrun Spartans    | 1–6          | Maccabi Haifa      | 0–4 | 1–2    |
| Urartu             | 3–3 (3:4 p.) | Zrinjski Mostar    | 0–1 | 3–2    |
| Partizani          | 1–3          | BATE Borísov       | 1–1 | 0–2    |
| Astaná             | 3–2          | Dinamo Tiflis      | 1–1 | 2–1    |

### Segunda Ronda Clasificatoria
La segunda ronda de clasificación se divide en dos secciones: Ruta de Campeones (para los campeones de la liga) y Ruta de Liga (para los no campeones de la liga). Los perdedores de esta ronda entrarán en la tercera ronda previa de la Liga Europa de la UEFA. Un total de 24 equipos participarán en la segunda ronda de clasificación.

#### Ruta de Campeones
| Segunda ronda clasificatoria | Segunda ronda clasificatoria | Segunda ronda clasificatoria | Segunda ronda clasificatoria |
| ---------------------------- | ---------------------------- | ---------------------------- | ---------------------------- |
| Molde (1.º)                  | Maccabi Haifa (1.º)          | Astaná (1.º)                 | Žalgiris (1.º)               |
| Copenhague (1.º)             | Häcken (1.º)                 | Slovan Bratislava (1.º)      | Zrinjski Mostar (1.º)        |
| Dinamo Zagreb (1.º)          | Ludogorets Razgrad (1.º)     | Olimpija Ljubljana (1.º)     | HJK (1.º)                    |
| Galatasaray (1.º)            | Qarabağ (1.º)                | BATE Borísov (3.º)           | KÍ (1.º)                     |
| Aris Limassol (1.º)          | Raków Częstochowa (1.º)      | Sheriff Tiraspol (1.º)       | Breiðablik (1.º)             |

#### Ruta de liga
| Segunda ronda clasificatoria | Segunda ronda clasificatoria | Segunda ronda clasificatoria | Segunda ronda clasificatoria |
| ---------------------------- | ---------------------------- | ---------------------------- | ---------------------------- |
| Dnipro-1 (2.º)               | Servette (2.º)               | Genk (2.º)                   | Panathinaikos (2.º)          |

| Equipo 1           | Agr.         | Equipo 2           | Ida | Vuelta |
| ------------------ | ------------ | ------------------ | --- | ------ |
| Žalgiris           | 2–3          | Galatasaray        | 2–2 | 0–1    |
| Ludogorets Razgrad | 2–3          | Olimpija Ljubljana | 1–1 | 1–2    |
| Raków Częstochowa  | 4–3          | Qarabağ            | 3–2 | 1–1    |
| KÍ                 | 3–3 (4–3 p.) | Häcken             | 0–0 | 3–3    |
| HJK                | 1–2          | Molde              | 1–0 | 0–2    |
| Breiðablik         | 3–8          | Copenhague         | 0–2 | 3–6    |
| Sheriff Tiraspol   | 2–4 (t. s.)  | Maccabi Haifa      | 1–0 | 1–4    |
| Aris Limassol      | 11–5         | BATE Borísov       | 6–2 | 5–3    |
| Zrinjski Mostar    | 2–3          | Slovan Bratislava  | 0–1 | 2–2    |
| Dinamo Zagreb      | 6–0          | Astaná             | 4–0 | 2–0    |

| Equipo 1 | Agr.         | Equipo 2      | Ida | Vuelta |
| -------- | ------------ | ------------- | --- | ------ |
| Dnipro-1 | 3–5          | Panathinaikos | 1–3 | 2–2    |
| Servette | 3–3 (4–1 p.) | Genk          | 1–1 | 2–2    |

### Tercera Ronda Clasificatoria
La Tercera ronda de clasificación se divide en dos secciones: Ruta de Campeones (para los campeones de las ligas) y Ruta de Liga (para los no campeones de las ligas). Los perdedores de la Ruta de Campeones entrarán en la cuarta ronda previa de la Liga Europa de la UEFA, mientras que los perdedores de la Ruta de liga lo harán en la fase de grupos. Un total de 20 equipos participarán en la tercera ronda de clasificación.

#### Ruta de Campeones
| Tercera ronda clasificatoria | Tercera ronda clasificatoria | Tercera ronda clasificatoria | Tercera ronda clasificatoria |
| ---------------------------- | ---------------------------- | ---------------------------- | ---------------------------- |
| AEK Atenas (1.º)             | Copenhague (1.º)             | Aris Limassol (1.º)          | Slovan Bratislava (1.º)      |
| Sparta Praga (1.º)           | Dinamo Zagreb (1.º)          | Maccabi Haifa (1.º)          | Olimpija Ljubljana (1.º)     |
| Molde (1.º)                  | Galatasaray (1.º)            | Raków Częstochowa (1.º)      | KÍ (1.º)                     |

#### Ruta de liga
| Tercera ronda clasificatoria | Tercera ronda clasificatoria | Tercera ronda clasificatoria | Tercera ronda clasificatoria |
| ---------------------------- | ---------------------------- | ---------------------------- | ---------------------------- |
| Olympique Marsella (3.º)     | PSV Eindhoven (2.º)          | Rangers (2.º)                | Servette (2.º)               |
| Sporting Braga (3.º)         | Sturm Graz (2.º)             | TSC (2.º)                    | Panathinaikos (2.º)          |

| Equipo 1           | Agr.         | Equipo 2      | Ida | Vuelta |
| ------------------ | ------------ | ------------- | --- | ------ |
| Raków Częstochowa  | 3–1          | Aris Limassol | 2–1 | 1–0    |
| Slovan Bratislava  | 2–5          | Maccabi Haifa | 1–2 | 1–3    |
| Dinamo Zagreb      | 3–4          | AEK Atenas    | 1–2 | 2–2    |
| Olimpija Ljubljana | 0–4          | Galatasaray   | 0–3 | 0–1    |
| Copenhague         | 3–3 (4–2 p.) | Sparta Praga  | 0–0 | 3–3    |
| KÍ                 | 2–3 (t. s.)  | Molde         | 2–1 | 0–2    |

| Equipo 1       | Agr.         | Equipo 2              | Ida | Vuelta |
| -------------- | ------------ | --------------------- | --- | ------ |
| Sporting Braga | 7–1          | TSC                   | 3–0 | 4–1    |
| Rangers        | 3–2          | Servette              | 2–1 | 1–1    |
| Panathinaikos  | 2–2 (5–3 p.) | Olympique de Marsella | 1–0 | 1–2    |
| PSV Eindhoven  | 7–2          | Sturm Graz            | 4–1 | 3–1    |

### Ronda de Play-Off
La Cuarta ronda de clasificación se divide en dos secciones: Ruta de Campeones (para los campeones de las ligas) y Ruta de Liga (para los no campeones de las ligas). Los perdedores entrarán en la Fase de grupos de la Liga Europa de la UEFA. Un total de 12 equipos participarán en la cuarta ronda de clasificación.

#### Ruta de Campeones
| Play-Offs        | Play-Offs        | Play-Offs         | Play-Offs               |
| ---------------- | ---------------- | ----------------- | ----------------------- |
| Antwerp (1.º)    | AEK Atenas (1.º) | Copenhague (1.º)  | Maccabi Haifa (1.º)     |
| Young Boys (1.º) | Molde (1.º)      | Galatasaray (1.º) | Raków Częstochowa (1.º) |

#### Ruta de Liga
| Play-Off             | Play-Off            | Play-Off      | Play-Off            |
| -------------------- | ------------------- | ------------- | ------------------- |
| Sporting Braga (3.º) | PSV Eindhoven (2.º) | Rangers (2.º) | Panathinaikos (2.º) |

| Equipo 1          | Agr. | Equipo 2    | Ida | Vuelta |
| ----------------- | ---- | ----------- | --- | ------ |
| Maccabi Haifa     | 0–3  | Young Boys  | 0–0 | 0–3    |
| Royal Antwerp     | 3–1  | AEK Atenas  | 1–0 | 2–1    |
| Raków Częstochowa | 1–2  | Copenhague  | 0–1 | 1–1    |
| Molde             | 3–5  | Galatasaray | 2–3 | 1–2    |

| Equipo 1       | Agr. | Equipo 2      | Ida | Vuelta |
| -------------- | ---- | ------------- | --- | ------ |
| Rangers        | 3–7  | PSV Eindhoven | 2–2 | 1–5    |
| Sporting Braga | 3–1  | Panathinaikos | 2–1 | 1–0    |

## Fase de grupos
Los 32 equipos se dividen en ocho grupos de cuatro, con la restricción de que los equipos de la misma asociación no pueden enfrentarse. Para el sorteo, los equipos se dividen en cuatro bombos.
- El bombo 1 contiene a los campeones de la Liga de Campeones y de la Liga Europa, y los campeones de las ligas de las seis mejores asociaciones según el coeficiente de países de la UEFA (están ordenados de acuerdo al Coeficiente UEFA de clubes por países). Si uno o ambos equipos campeones de la Liga de Campeones y Liga Europa también son campeones de las ligas de las asociaciones principales, los campeones de las ligas de las siguientes asociaciones con mejor clasificación también se clasifican para el bombo 1.

- Los bombos 2, 3 y 4 contienen los equipos restantes, ordenados en función de sus coeficientes de clubes de la UEFA.

En cada grupo, los equipos juegan unos contra otros en casa y fuera en un formato de todos contra todos. Los ganadores de grupo y los subcampeones avanzan a la ronda de octavos de final, mientras que los equipos en tercer lugar entran en la ronda preliminar de la fase eliminatoria de la Liga Europa de la UEFA 2023-24. En cursiva los equipos debutantes.
No sobra destacar que 14 campeones de Europa clasificaron a fase de grupos: Manchester City, Bayern Munich, Barcelona, Benfica, Feyenoord, Real Madrid, Manchester United, Inter de Milán, Borussia Dortmund, Porto, Milan, PSV Eindhoven, Estrella Roja y Celtic.
| Bombo 1 | Bombo 2 | Bombo 3 | Bombo 4 |
| --- | --- | --- | --- |
| Manchester City CV CC: 145.000 Sevilla LE CC: 91.000 Bayern Múnich CC: 136.000 París Saint-Germain CC: 112.000 Barcelona CC: 98.000 Benfica CC: 82.000 Napoli CC: 81.000 Feyenoord CC: 51.000 | Real Madrid CC: 121.000 Manchester United CC: 104.000 Inter de Milán CC: 96.000 Borussia Dortmund CC: 86.000 Atlético de Madrid CC: 85.000 Leipzig CC: 84.000 Porto CC: 81.000 Arsenal CC: 76.000 | Shakhtar Donetsk CC: 63.000 Salzburgo CC: 59.000 Milan CC: 50.000 Sporting Braga CC: 44.000 PSV Eindhoven CC: 43.000 Lazio CC: 42.000 Estrella Roja CC: 42.000 Copenhague CC: 40.500 | Young Boys CC: 34.500 Real Sociedad CC: 33.000 Galatasaray CC: 31.500 Celtic CC: 31.000 Newcastle United CC: 21.914 Unión Berlín CC: 17.000 Antwerp CC: 17.000 Lens CC: 12.232 |

- CV: accede como cabeza de serie por ser el club campeón de la Liga de Campeones 2022-23.
- LE: accede como cabeza de serie por ser el club campeón de la Liga Europa 2022-23.

Leyendas
     — Clasificados a Fases eliminatorias.
     — Transferidos a la Liga de Europa 2023-24.
     — Eliminados.

### Grupo A
| Pos. | Equipo            | Pts. | PJ | G | E | P | GF | GC | Dif. | Clasificación                  |
| ---- | ----------------- | ---- | -- | - | - | - | -- | -- | ---- | ------------------------------ |
| 1    | Bayern Múnich     | 16   | 6  | 5 | 1 | 0 | 12 | 6  | +6   | Clasificado a Octavos de final |
| 2    | Copenhague        | 8    | 6  | 2 | 2 | 2 | 8  | 8  | 0    | Clasificado a Octavos de final |
| 3    | Galatasaray       | 5    | 6  | 1 | 2 | 3 | 10 | 13 | −3   | Repescado a Liga Europa        |
| 4    | Manchester United | 4    | 6  | 1 | 1 | 4 | 12 | 15 | −3   |                                |

|     | BAY   | MUN   | COP   | GAL   |
| --- | ----- | ----- | ----- | ----- |
| BAY |       | 4 – 3 | 0 – 0 | 2 – 1 |
| MUN | 0 – 1 |       | 1 – 0 | 2 – 3 |
| COP | 1 – 2 | 4 – 3 |       | 1 – 0 |
| GAL | 1 – 3 | 3 – 3 | 2 – 2 |       |

### Grupo B
| Pos. | Equipo        | Pts. | PJ | G | E | P | GF | GC | Dif. | Clasificación                  |
| ---- | ------------- | ---- | -- | - | - | - | -- | -- | ---- | ------------------------------ |
| 1    | Arsenal       | 13   | 6  | 4 | 1 | 1 | 16 | 4  | +12  | Clasificado a Octavos de final |
| 2    | PSV Eindhoven | 9    | 6  | 2 | 3 | 1 | 8  | 10 | −2   | Clasificado a Octavos de final |
| 3    | Lens          | 8    | 6  | 2 | 2 | 2 | 6  | 11 | −5   | Repescado a Liga Europa        |
| 4    | Sevilla       | 2    | 6  | 0 | 2 | 4 | 7  | 12 | −5   |                                |

|     | SEV   | ARS   | PSV   | LEN   |
| --- | ----- | ----- | ----- | ----- |
| SEV |       | 1 – 2 | 2 – 3 | 1 – 1 |
| ARS | 2 – 0 |       | 4 – 0 | 6 – 0 |
| PSV | 2 – 2 | 1 – 1 |       | 1 – 0 |
| LEN | 2 – 1 | 2 – 1 | 1 – 1 |       |

### Grupo C
| Pos. | Equipo         | Pts. | PJ | G | E | P | GF | GC | Dif. | Clasificación                  |
| ---- | -------------- | ---- | -- | - | - | - | -- | -- | ---- | ------------------------------ |
| 1    | Real Madrid    | 18   | 6  | 6 | 0 | 0 | 16 | 7  | +9   | Clasificado a Octavos de final |
| 2    | Napoli         | 10   | 6  | 3 | 1 | 2 | 10 | 9  | +1   | Clasificado a Octavos de final |
| 3    | Sporting Braga | 4    | 6  | 1 | 1 | 4 | 6  | 12 | −6   | Repescado a Liga Europa        |
| 4    | Unión Berlín   | 2    | 6  | 0 | 2 | 4 | 6  | 10 | −4   |                                |

|     | NAP   | RMA   | BRA   | UBE   |
| --- | ----- | ----- | ----- | ----- |
| NAP |       | 2 – 3 | 2 – 0 | 1 – 1 |
| RMA | 4 – 2 |       | 3 – 0 | 1 – 0 |
| BRA | 1 – 2 | 1 – 2 |       | 1 – 1 |
| UBE | 0 – 1 | 2 – 3 | 2 – 3 |       |

### Grupo D
| Pos. | Equipo             | Pts. | PJ | G | E | P | GF | GC | Dif. | Clasificación                  |
| ---- | ------------------ | ---- | -- | - | - | - | -- | -- | ---- | ------------------------------ |
| 1    | Real Sociedad      | 12   | 6  | 3 | 3 | 0 | 7  | 2  | +5   | Clasificado a Octavos de final |
| 2    | Inter de Milán     | 12   | 6  | 3 | 3 | 0 | 8  | 5  | +3   | Clasificado a Octavos de final |
| 3    | Benfica            | 4    | 6  | 1 | 1 | 4 | 7  | 11 | −4   | Repescado a Liga Europa        |
| 4    | Red Bull Salzburgo | 4    | 6  | 1 | 1 | 4 | 4  | 8  | −4   |                                |

|     | BEN   | INT   | SAL   | RSO   |
| --- | ----- | ----- | ----- | ----- |
| BEN |       | 3 – 3 | 0 – 2 | 0 – 1 |
| INT | 1 – 0 |       | 2 – 1 | 0 – 0 |
| SAL | 1 – 3 | 0 – 1 |       | 0 – 2 |
| RSO | 3 – 1 | 1 – 1 | 0 – 0 |       |

### Grupo E
| Pos. | Equipo             | Pts. | PJ | G | E | P | GF | GC | Dif. | Clasificación                  |
| ---- | ------------------ | ---- | -- | - | - | - | -- | -- | ---- | ------------------------------ |
| 1    | Atlético de Madrid | 14   | 6  | 4 | 2 | 0 | 17 | 6  | +11  | Clasificado a Octavos de final |
| 2    | Lazio              | 10   | 6  | 3 | 1 | 2 | 7  | 7  | 0    | Clasificado a Octavos de final |
| 3    | Feyenoord          | 6    | 6  | 2 | 0 | 4 | 9  | 10 | −1   | Repescado a Liga Europa        |
| 4    | Celtic             | 4    | 6  | 1 | 1 | 4 | 5  | 15 | −10  |                                |

|     | FEY   | ATM   | LAZ   | CEL   |
| --- | ----- | ----- | ----- | ----- |
| FEY |       | 1 – 3 | 3 – 1 | 2 – 0 |
| ATM | 3 – 2 |       | 2 – 0 | 6 – 0 |
| LAZ | 1 – 0 | 1 – 1 |       | 2 – 0 |
| CEL | 2 – 1 | 2 – 2 | 1 – 2 |       |

### Grupo F
| Pos. | Equipo              | Pts. | PJ | G | E | P | GF | GC | Dif. | Clasificación                  |
| ---- | ------------------- | ---- | -- | - | - | - | -- | -- | ---- | ------------------------------ |
| 1    | Borussia Dortmund   | 11   | 6  | 3 | 2 | 1 | 7  | 4  | +3   | Clasificado a Octavos de final |
| 2    | París Saint-Germain | 8    | 6  | 2 | 2 | 2 | 9  | 8  | +1   | Clasificado a Octavos de final |
| 3    | Milan               | 8    | 6  | 2 | 2 | 2 | 5  | 8  | −3   | Repescado a Liga Europa        |
| 4    | Newcastle United    | 5    | 6  | 1 | 2 | 3 | 6  | 7  | −1   |                                |

|     | PAR   | DOR   | MIL   | NEW   |
| --- | ----- | ----- | ----- | ----- |
| PAR |       | 2 – 0 | 3 – 0 | 1 – 1 |
| DOR | 1 – 1 |       | 0 – 0 | 2 – 0 |
| MIL | 2 – 1 | 1 – 3 |       | 0 – 0 |
| NEW | 4 – 1 | 0 – 1 | 1 – 2 |       |

### Grupo G
| Pos. | Equipo          | Pts. | PJ | G | E | P | GF | GC | Dif. | Clasificación                  |
| ---- | --------------- | ---- | -- | - | - | - | -- | -- | ---- | ------------------------------ |
| 1    | Manchester City | 18   | 6  | 6 | 0 | 0 | 18 | 7  | +11  | Clasificado a Octavos de final |
| 2    | RB Leipzig      | 12   | 6  | 4 | 0 | 2 | 13 | 10 | +3   | Clasificado a Octavos de final |
| 3    | Young Boys      | 4    | 6  | 1 | 1 | 4 | 7  | 13 | −6   | Repescado a Liga Europa        |
| 4    | Estrella Roja   | 1    | 6  | 0 | 1 | 5 | 7  | 15 | −8   |                                |

|     | MCI   | RBL   | CZE   | YB    |
| --- | ----- | ----- | ----- | ----- |
| MCI |       | 3 – 2 | 3 – 1 | 3 – 0 |
| RBL | 1 – 3 |       | 3 – 1 | 2 – 1 |
| CZE | 2 – 3 | 1 – 2 |       | 2 – 2 |
| YB  | 1 – 3 | 1 – 3 | 2 – 0 |       |

### Grupo H
| Pos. | Equipo           | Pts. | PJ | G | E | P | GF | GC | Dif. | Clasificación                  |
| ---- | ---------------- | ---- | -- | - | - | - | -- | -- | ---- | ------------------------------ |
| 1    | Barcelona        | 12   | 6  | 4 | 0 | 2 | 12 | 6  | +6   | Clasificado a Octavos de final |
| 2    | Porto            | 12   | 6  | 4 | 0 | 2 | 15 | 8  | +7   | Clasificado a Octavos de final |
| 3    | Shakhtar Donetsk | 9    | 6  | 3 | 0 | 3 | 10 | 12 | −2   | Repescado a Liga Europa        |
| 4    | Royal Antwerp    | 3    | 6  | 1 | 0 | 5 | 6  | 17 | −11  |                                |

|     | BAR   | POR   | SHA   | ANT   |
| --- | ----- | ----- | ----- | ----- |
| BAR |       | 2 – 1 | 2 – 1 | 5 – 0 |
| POR | 0 – 1 |       | 5 – 3 | 2 – 0 |
| SHA | 1 – 0 | 1 – 3 |       | 1 – 0 |
| ANT | 3 – 2 | 1 – 4 | 2 – 3 |       |

## Fase eliminatoria
En la fase eliminatoria, los equipos juegan uno contra el otro en dos partidos, uno en casa y otro como visitante. Finalmente se realizan dos sumas de los goles, una para cada equipo. El ganador del total de goles del conjunto de dos partidos pasa a la siguiente fase. El mecanismo de los sorteos para cada ronda es el siguiente:
- En el sorteo de octavos de final, los ocho ganadores de grupo son cabezas de serie. Los cabezas de serie se enfrentan a un segundo de grupo, jugando el partido de vuelta en casa. Los equipos del mismo grupo o de la misma asociación no se pueden enfrentar.
- En los sorteos de los cuartos de final en adelante, no hay cabezas de serie. Los equipos del mismo grupo o la misma asociación se pueden enfrentar entre sí.
- La UEFA dio a conocer que el gol de visitante no contará y no definirá la serie por lo tanto si el global está empatado se definirá por tiempo extra y, de preservarse el empate, por tiros desde el punto penal.

| Grupo | Bombo 1 (Líderes)  | Bombo 2 (Sublíderes) |
| ----- | ------------------ | -------------------- |
| A     | Bayern Múnich      | Copenhague           |
| B     | Arsenal            | PSV Eindhoven        |
| C     | Real Madrid        | Napoli               |
| D     | Real Sociedad      | Inter de Milán       |
| E     | Atlético de Madrid | Lazio                |
| F     | Borussia Dortmund  | París Saint-Germain  |
| G     | Manchester City    | Leipzig              |
| H     | Barcelona          | Porto                |

### Eliminatorias
De los 14 campeones de Europa que clasificaron a fase de grupos, ocho pasaron a octavos de final: Bayern, Real Madrid, Borussia Dortmund, Manchester City, Inter de Milán, PSV, Barcelona y Porto. De estos ocho, cinco lograron avanzar a cuartos de final. Posteriormente, tres consiguieron el pase a las semifinales. El único club no campeón en llegar a estas instancias fue el París Saint-Germain.
|  | Octavos de final                                                    | Octavos de final                                                    | Octavos de final                                                    | Octavos de final                                                    | Octavos de final                                                    |   |       | Cuartos de final                                                | Cuartos de final                                                | Cuartos de final                                                | Cuartos de final                                                | Cuartos de final                                                |  |    | Semifinales                                                          | Semifinales                                                          | Semifinales                                                          | Semifinales                                                          | Semifinales                                                          |  |    | Final                               | Final                               | Final                               |  |
|  | 13 al 21 de febrero de 2024 (ida) 5 al 13 de marzo de 2024 (vuelta) | 13 al 21 de febrero de 2024 (ida) 5 al 13 de marzo de 2024 (vuelta) | 13 al 21 de febrero de 2024 (ida) 5 al 13 de marzo de 2024 (vuelta) | 13 al 21 de febrero de 2024 (ida) 5 al 13 de marzo de 2024 (vuelta) | 13 al 21 de febrero de 2024 (ida) 5 al 13 de marzo de 2024 (vuelta) |   |       | 9 y 10 de abril de 2024 (ida) 16 y 17 de abril de 2024 (vuelta) | 9 y 10 de abril de 2024 (ida) 16 y 17 de abril de 2024 (vuelta) | 9 y 10 de abril de 2024 (ida) 16 y 17 de abril de 2024 (vuelta) | 9 y 10 de abril de 2024 (ida) 16 y 17 de abril de 2024 (vuelta) | 9 y 10 de abril de 2024 (ida) 16 y 17 de abril de 2024 (vuelta) |  |    | 30 de abril y 1 de mayo de 2024 (ida) 7 y 8 de mayo de 2024 (vuelta) | 30 de abril y 1 de mayo de 2024 (ida) 7 y 8 de mayo de 2024 (vuelta) | 30 de abril y 1 de mayo de 2024 (ida) 7 y 8 de mayo de 2024 (vuelta) | 30 de abril y 1 de mayo de 2024 (ida) 7 y 8 de mayo de 2024 (vuelta) | 30 de abril y 1 de mayo de 2024 (ida) 7 y 8 de mayo de 2024 (vuelta) |  |    | 1 de junio de 2024 Wembley, Londres | 1 de junio de 2024 Wembley, Londres | 1 de junio de 2024 Wembley, Londres |  |
|  |                                                                     |                                                                     |                                                                     |                                                                     |                                                                     |   |       |                                                                 |                                                                 |                                                                 |                                                                 |                                                                 |  |    |                                                                      |                                                                      |                                                                      |                                                                      |                                                                      |  |    |                                     |                                     |                                     |  |
|  |                                                                     |                                                                     |                                                                     |                                                                     |                                                                     |   |       |                                                                 |                                                                 |                                                                 |                                                                 |                                                                 |  |    |                                                                      |                                                                      |                                                                      |                                                                      |                                                                      |  |    |                                     |                                     |                                     |  |
|  | 2D                                                                  | Inter de Milán                                                      | 1                                                                   | 1                                                                   | 2 (2)                                                               |   |       |                                                                 |                                                                 |                                                                 |                                                                 |                                                                 |  |    |                                                                      |                                                                      |                                                                      |                                                                      |                                                                      |  |    |                                     |                                     |                                     |  |
|  | 2D                                                                  | Inter de Milán                                                      | 1                                                                   | 1                                                                   | 2 (2)                                                               |   |       |                                                                 |                                                                 |                                                                 |                                                                 |                                                                 |  |    |                                                                      |                                                                      |                                                                      |                                                                      |                                                                      |  |    |                                     |                                     |                                     |  |
|  | 1E                                                                  | Atlético de Madrid (p.)                                             | 0                                                                   | 2                                                                   | 2 (3)                                                               |   |       |                                                                 |                                                                 |                                                                 |                                                                 |                                                                 |  |    |                                                                      |                                                                      |                                                                      |                                                                      |                                                                      |  |    |                                     |                                     |                                     |  |
|  | 1E                                                                  | Atlético de Madrid (p.)                                             | 0                                                                   | 2                                                                   | 2 (3)                                                               |   | 1E    | Atlético de Madrid                                              | 2                                                               | 2                                                               | 4                                                               |                                                                 |  |    |                                                                      |                                                                      |                                                                      |                                                                      |                                                                      |  |    |                                     |                                     |                                     |  |
|  |                                                                     |                                                                     |                                                                     |                                                                     |                                                                     |   | 1E    | Atlético de Madrid                                              | 2                                                               | 2                                                               | 4                                                               |                                                                 |  |    |                                                                      |                                                                      |                                                                      |                                                                      |                                                                      |  |    |                                     |                                     |                                     |  |
|  |                                                                     |                                                                     | 1F                                                                  | Borussia Dortmund                                                   | 1                                                                   | 4 | 5     |                                                                 |                                                                 |                                                                 |                                                                 |                                                                 |  |    |                                                                      |                                                                      |                                                                      |                                                                      |                                                                      |  |    |                                     |                                     |                                     |  |
|  | 2B                                                                  | PSV Eindhoven                                                       | 1F                                                                  | Borussia Dortmund                                                   | 1                                                                   | 4 | 5     | 1                                                               | 0                                                               | 1                                                               |                                                                 |                                                                 |  |    |                                                                      |                                                                      |                                                                      |                                                                      |                                                                      |  |    |                                     |                                     |                                     |  |
|  | 2B                                                                  | PSV Eindhoven                                                       |                                                                     |                                                                     |                                                                     |   |       |                                                                 |                                                                 | 1                                                               |                                                                 |                                                                 |  |    |                                                                      |                                                                      |                                                                      |                                                                      |                                                                      |  |    |                                     |                                     |                                     |  |
|  | 1F                                                                  | Borussia Dortmund                                                   | 1                                                                   | 2                                                                   | 3                                                                   |   |       |                                                                 |                                                                 |                                                                 |                                                                 |                                                                 |  |    |                                                                      |                                                                      |                                                                      |                                                                      |                                                                      |  |    |                                     |                                     |                                     |  |
|  | 1F                                                                  | Borussia Dortmund                                                   | 1                                                                   | 2                                                                   | 3                                                                   |   |       |                                                                 |                                                                 |                                                                 |                                                                 |                                                                 |  | 1F | Borussia Dortmund                                                    | 1                                                                    | 1                                                                    | 2                                                                    |                                                                      |  |    |                                     |                                     |                                     |  |
|  |                                                                     |                                                                     |                                                                     |                                                                     |                                                                     |   |       |                                                                 |                                                                 |                                                                 |                                                                 |                                                                 |  | 1F | Borussia Dortmund                                                    | 1                                                                    | 1                                                                    | 2                                                                    |                                                                      |  |    |                                     |                                     |                                     |  |
|  |                                                                     |                                                                     | 2F                                                                  | París Saint-Germain                                                 | 0                                                                   | 0 | 0     |                                                                 |                                                                 |                                                                 |                                                                 |                                                                 |  |    |                                                                      |                                                                      |                                                                      |                                                                      |                                                                      |  |    |                                     |                                     |                                     |  |
|  | 2F                                                                  | París Saint-Germain                                                 | 2F                                                                  | París Saint-Germain                                                 | 0                                                                   | 0 | 0     | 2                                                               | 2                                                               | 4                                                               |                                                                 |                                                                 |  |    |                                                                      |                                                                      |                                                                      |                                                                      |                                                                      |  |    |                                     |                                     |                                     |  |
|  | 2F                                                                  | París Saint-Germain                                                 |                                                                     |                                                                     |                                                                     |   |       |                                                                 |                                                                 | 4                                                               |                                                                 |                                                                 |  |    |                                                                      |                                                                      |                                                                      |                                                                      |                                                                      |  |    |                                     |                                     |                                     |  |
|  | 1D                                                                  | Real Sociedad                                                       | 0                                                                   | 1                                                                   | 1                                                                   |   |       |                                                                 |                                                                 |                                                                 |                                                                 |                                                                 |  |    |                                                                      |                                                                      |                                                                      |                                                                      |                                                                      |  |    |                                     |                                     |                                     |  |
|  | 1D                                                                  | Real Sociedad                                                       | 0                                                                   | 1                                                                   | 1                                                                   |   | 2F    | París Saint-Germain                                             | 2                                                               | 4                                                               | 6                                                               |                                                                 |  |    |                                                                      |                                                                      |                                                                      |                                                                      |                                                                      |  |    |                                     |                                     |                                     |  |
|  |                                                                     |                                                                     |                                                                     |                                                                     |                                                                     |   | 2F    | París Saint-Germain                                             | 2                                                               | 4                                                               | 6                                                               |                                                                 |  |    |                                                                      |                                                                      |                                                                      |                                                                      |                                                                      |  |    |                                     |                                     |                                     |  |
|  |                                                                     |                                                                     | 1H                                                                  | Barcelona                                                           | 3                                                                   | 1 | 4     |                                                                 |                                                                 |                                                                 |                                                                 |                                                                 |  |    |                                                                      |                                                                      |                                                                      |                                                                      |                                                                      |  |    |                                     |                                     |                                     |  |
|  | 2C                                                                  | Napoli                                                              | 1H                                                                  | Barcelona                                                           | 3                                                                   | 1 | 4     | 1                                                               | 1                                                               | 2                                                               |                                                                 |                                                                 |  |    |                                                                      |                                                                      |                                                                      |                                                                      |                                                                      |  |    |                                     |                                     |                                     |  |
|  | 2C                                                                  | Napoli                                                              |                                                                     |                                                                     |                                                                     |   |       |                                                                 |                                                                 | 2                                                               |                                                                 |                                                                 |  |    |                                                                      |                                                                      |                                                                      |                                                                      |                                                                      |  |    |                                     |                                     |                                     |  |
|  | 1H                                                                  | Barcelona                                                           | 1                                                                   | 3                                                                   | 4                                                                   |   |       |                                                                 |                                                                 |                                                                 |                                                                 |                                                                 |  |    |                                                                      |                                                                      |                                                                      |                                                                      |                                                                      |  |    |                                     |                                     |                                     |  |
|  | 1H                                                                  | Barcelona                                                           | 1                                                                   | 3                                                                   | 4                                                                   |   |       |                                                                 |                                                                 |                                                                 |                                                                 |                                                                 |  |    |                                                                      |                                                                      |                                                                      |                                                                      |                                                                      |  | 1F | Borussia Dortmund                   | 0                                   |                                     |  |
|  |                                                                     |                                                                     |                                                                     |                                                                     |                                                                     |   |       |                                                                 |                                                                 |                                                                 |                                                                 |                                                                 |  |    |                                                                      |                                                                      |                                                                      |                                                                      |                                                                      |  | 1F | Borussia Dortmund                   | 0                                   |                                     |  |
|  |                                                                     |                                                                     | 1C                                                                  | Real Madrid                                                         | 2                                                                   |   |       |                                                                 |                                                                 |                                                                 |                                                                 |                                                                 |  |    |                                                                      |                                                                      |                                                                      |                                                                      |                                                                      |  |    |                                     |                                     |                                     |  |
|  | 2H                                                                  | Porto                                                               | 1C                                                                  | Real Madrid                                                         | 2                                                                   | 1 | 0     | 1 (2)                                                           |                                                                 |                                                                 |                                                                 |                                                                 |  |    |                                                                      |                                                                      |                                                                      |                                                                      |                                                                      |  |    |                                     |                                     |                                     |  |
|  | 2H                                                                  | Porto                                                               |                                                                     |                                                                     |                                                                     |   |       |                                                                 |                                                                 |                                                                 |                                                                 |                                                                 |  |    |                                                                      |                                                                      |                                                                      |                                                                      |                                                                      |  |    |                                     |                                     |                                     |  |
|  | 1B                                                                  | Arsenal (p.)                                                        | 0                                                                   | 1                                                                   | 1 (4)                                                               |   |       |                                                                 |                                                                 |                                                                 |                                                                 |                                                                 |  |    |                                                                      |                                                                      |                                                                      |                                                                      |                                                                      |  |    |                                     |                                     |                                     |  |
|  | 1B                                                                  | Arsenal (p.)                                                        | 0                                                                   | 1                                                                   | 1 (4)                                                               |   | 1B    | Arsenal                                                         | 2                                                               | 0                                                               | 2                                                               |                                                                 |  |    |                                                                      |                                                                      |                                                                      |                                                                      |                                                                      |  |    |                                     |                                     |                                     |  |
|  |                                                                     |                                                                     |                                                                     |                                                                     |                                                                     |   | 1B    | Arsenal                                                         | 2                                                               | 0                                                               | 2                                                               |                                                                 |  |    |                                                                      |                                                                      |                                                                      |                                                                      |                                                                      |  |    |                                     |                                     |                                     |  |
|  |                                                                     |                                                                     | 1A                                                                  | Bayern Múnich                                                       | 2                                                                   | 1 | 3     |                                                                 |                                                                 |                                                                 |                                                                 |                                                                 |  |    |                                                                      |                                                                      |                                                                      |                                                                      |                                                                      |  |    |                                     |                                     |                                     |  |
|  | 2E                                                                  | Lazio                                                               | 1A                                                                  | Bayern Múnich                                                       | 2                                                                   | 1 | 3     | 1                                                               | 0                                                               | 1                                                               |                                                                 |                                                                 |  |    |                                                                      |                                                                      |                                                                      |                                                                      |                                                                      |  |    |                                     |                                     |                                     |  |
|  | 2E                                                                  | Lazio                                                               |                                                                     |                                                                     |                                                                     |   |       |                                                                 |                                                                 | 1                                                               |                                                                 |                                                                 |  |    |                                                                      |                                                                      |                                                                      |                                                                      |                                                                      |  |    |                                     |                                     |                                     |  |
|  | 1A                                                                  | Bayern Múnich                                                       | 0                                                                   | 3                                                                   | 3                                                                   |   |       |                                                                 |                                                                 |                                                                 |                                                                 |                                                                 |  |    |                                                                      |                                                                      |                                                                      |                                                                      |                                                                      |  |    |                                     |                                     |                                     |  |
|  | 1A                                                                  | Bayern Múnich                                                       | 0                                                                   | 3                                                                   | 3                                                                   |   |       |                                                                 |                                                                 |                                                                 |                                                                 |                                                                 |  | 1A | Bayern Múnich                                                        | 2                                                                    | 1                                                                    | 3                                                                    |                                                                      |  |    |                                     |                                     |                                     |  |
|  |                                                                     |                                                                     |                                                                     |                                                                     |                                                                     |   |       |                                                                 |                                                                 |                                                                 |                                                                 |                                                                 |  | 1A | Bayern Múnich                                                        | 2                                                                    | 1                                                                    | 3                                                                    |                                                                      |  |    |                                     |                                     |                                     |  |
|  |                                                                     |                                                                     | 1C                                                                  | Real Madrid                                                         | 2                                                                   | 2 | 4     |                                                                 |                                                                 |                                                                 |                                                                 |                                                                 |  |    |                                                                      |                                                                      |                                                                      |                                                                      |                                                                      |  |    |                                     |                                     |                                     |  |
|  | 2G                                                                  | Leipzig                                                             | 1C                                                                  | Real Madrid                                                         | 2                                                                   | 2 | 4     | 0                                                               | 1                                                               | 1                                                               |                                                                 |                                                                 |  |    |                                                                      |                                                                      |                                                                      |                                                                      |                                                                      |  |    |                                     |                                     |                                     |  |
|  | 2G                                                                  | Leipzig                                                             |                                                                     |                                                                     |                                                                     |   |       |                                                                 |                                                                 | 1                                                               |                                                                 |                                                                 |  |    |                                                                      |                                                                      |                                                                      |                                                                      |                                                                      |  |    |                                     |                                     |                                     |  |
|  | 1C                                                                  | Real Madrid                                                         | 1                                                                   | 1                                                                   | 2                                                                   |   |       |                                                                 |                                                                 |                                                                 |                                                                 |                                                                 |  |    |                                                                      |                                                                      |                                                                      |                                                                      |                                                                      |  |    |                                     |                                     |                                     |  |
|  | 1C                                                                  | Real Madrid                                                         | 1                                                                   | 1                                                                   | 2                                                                   |   | 1C    | Real Madrid (p.)                                                | 3                                                               | 1                                                               | 4 (4)                                                           |                                                                 |  |    |                                                                      |                                                                      |                                                                      |                                                                      |                                                                      |  |    |                                     |                                     |                                     |  |
|  |                                                                     |                                                                     |                                                                     |                                                                     |                                                                     |   | 1C    | Real Madrid (p.)                                                | 3                                                               | 1                                                               | 4 (4)                                                           |                                                                 |  |    |                                                                      |                                                                      |                                                                      |                                                                      |                                                                      |  |    |                                     |                                     |                                     |  |
|  |                                                                     |                                                                     | 1G                                                                  | Manchester City                                                     | 3                                                                   | 1 | 4 (3) |                                                                 |                                                                 |                                                                 |                                                                 |                                                                 |  |    |                                                                      |                                                                      |                                                                      |                                                                      |                                                                      |  |    |                                     |                                     |                                     |  |
|  | 2A                                                                  | Copenhague                                                          | 1G                                                                  | Manchester City                                                     | 3                                                                   | 1 | 4 (3) | 1                                                               | 1                                                               | 2                                                               |                                                                 |                                                                 |  |    |                                                                      |                                                                      |                                                                      |                                                                      |                                                                      |  |    |                                     |                                     |                                     |  |
|  | 2A                                                                  | Copenhague                                                          |                                                                     |                                                                     |                                                                     |   |       |                                                                 |                                                                 | 2                                                               |                                                                 |                                                                 |  |    |                                                                      |                                                                      |                                                                      |                                                                      |                                                                      |  |    |                                     |                                     |                                     |  |
|  | 1G                                                                  | Manchester City                                                     | 3                                                                   | 3                                                                   | 6                                                                   |   |       |                                                                 |                                                                 |                                                                 |                                                                 |                                                                 |  |    |                                                                      |                                                                      |                                                                      |                                                                      |                                                                      |  |    |                                     |                                     |                                     |  |
|  | 1G                                                                  | Manchester City                                                     | 3                                                                   | 3                                                                   | 6                                                                   |   |       |                                                                 |                                                                 |                                                                 |                                                                 |                                                                 |  |    |                                                                      |                                                                      |                                                                      |                                                                      |                                                                      |  |    |                                     |                                     |                                     |  |
|  |                                                                     |                                                                     |                                                                     |                                                                     |                                                                     |   |       |                                                                 |                                                                 |                                                                 |                                                                 |                                                                 |  |    |                                                                      |                                                                      |                                                                      |                                                                      |                                                                      |  |    |                                     |                                     |                                     |  |

### Octavos de final
| Equipo 1            | Agr.         | Equipo 2           | Ida | Vuelta |
| ------------------- | ------------ | ------------------ | --- | ------ |
| Porto               | 1–1 (2–4 p.) | Arsenal            | 1–0 | 0–1    |
| Napoli              | 2–4          | Barcelona          | 1–1 | 1–3    |
| París Saint-Germain | 4–1          | Real Sociedad      | 2–0 | 2–1    |
| Inter de Milán      | 2–2 (2–3 p.) | Atlético de Madrid | 1–0 | 1–2    |
| PSV Eindhoven       | 1–3          | Borussia Dortmund  | 1–1 | 0–2    |
| Lazio               | 1–3          | Bayern Múnich      | 1–0 | 0–3    |
| Copenhague          | 2–6          | Manchester City    | 1–3 | 1–3    |
| RB Leipzig          | 1–2          | Real Madrid        | 0–1 | 1–1    |

### Cuartos de final
| Equipo 1            | Agr.         | Equipo 2          | Ida | Vuelta |
| ------------------- | ------------ | ----------------- | --- | ------ |
| Arsenal             | 2–3          | Bayern Múnich     | 2–2 | 0–1    |
| Atlético de Madrid  | 4–5          | Borussia Dortmund | 2–1 | 2–4    |
| Real Madrid         | 4–4 (4–3 p.) | Manchester City   | 3–3 | 1–1    |
| París Saint-Germain | 6–4          | Barcelona         | 2–3 | 4–1    |

### Semifinales
| Equipo 1          | Agr. | Equipo 2            | Ida | Vuelta |
| ----------------- | ---- | ------------------- | --- | ------ |
| Borussia Dortmund | 2–0  | París Saint-Germain | 1–0 | 1–0    |
| Bayern Múnich     | 3–4  | Real Madrid         | 2–2 | 1–2    |

### Final
| 1     | POR   | Gregor Kobel       |     |
| 26    | DEF   | Julian Ryerson     |     |
| 15    | DEF   | Mats Hummels       |     |
| 4     | DEF   | Nico Schlotterbeck |     |
| 22    | DEF   | Ian Maatsen        |     |
| 23    | MED   | Emre Can           | 80' |
| 20    | MED   | Marcel Sabitzer    |     |
| 10    | MED   | Jadon Sancho       | 87' |
| 19    | MED   | Julian Brandt      | 80' |
| 27    | MED   | Karim Adeyemi      | 72' |
| 14    | DEL   | Niclas Füllkrug    |     |
| D. T. | D. T. | Edin Terzić        |     |

| 1     | POR   | Thibaut Courtois  |       |
| 2     | DEF   | Dani Carvajal     |       |
| 22    | DEF   | Antonio Rüdiger   |       |
| 6     | DEF   | Nacho Fernández   |       |
| 23    | DEF   | Ferland Mendy     |       |
| 15    | MED   | Federico Valverde |       |
| 12    | MED   | Eduardo Camavinga |       |
| 8     | MED   | Toni Kroos        | 85'   |
| 5     | MED   | Jude Bellingham   | 85'   |
| 11    | DEL   | Rodrygo           | 90+1' |
| 7     | DEL   | Vinícius Júnior   | 90+4' |
| D. T. | D. T. | Carlo Ancelotti   |       |

| 11 | MED | Marco Reus          | 72' |
| 9  | DEL | Sébastien Haller    | 80' |
| 21 | DEL | Donyell Malen       | 80' |
| 43 | DEL | Jamie Bynoe-Gittens | 87' |

| 10 | MED | Luka Modrić   | 85'   |
| 14 | DEL | Joselu        | 85'   |
| 3  | DEF | Éder Militão  | 90+1' |
| 17 | DEF | Lucas Vázquez | 90+4' |

| 74' · 83' | Dani Carvajal Vinícius Júnior | 0:1 0:2 |

| 40' · 43' · 79' | Nico Schlotterbeck Marcel Sabitzer Mats Hummels |

| 35' | Vinícius Júnior |

| Principal  | Slavko Vinčić     |
| Asistentes | Tomaž Klančnik    |
|            | Andraž Kovačič    |
| Cuarto     | François Letexier |

| VAR            | Nejc Kajtazović     |
| Asistentes VAR | Rade Obrenović      |
|                | Massimiliano Irrati |

|                    |     |     |
| Tiros              | 13  | 13  |
| Tiros a puerta     | 3   | 6   |
| Faltas             | 12  | 8   |
| Saques de esquina  | 9   | 8   |
| Fueras de juego    | 1   | 0   |
| Posesión del balón | 46% | 54% |

| Alineación inicial |

| 1     | POR   | Gregor Kobel       |     |
| 26    | DEF   | Julian Ryerson     |     |
| 15    | DEF   | Mats Hummels       |     |
| 4     | DEF   | Nico Schlotterbeck |     |
| 22    | DEF   | Ian Maatsen        |     |
| 23    | MED   | Emre Can           | 80' |
| 20    | MED   | Marcel Sabitzer    |     |
| 10    | MED   | Jadon Sancho       | 87' |
| 19    | MED   | Julian Brandt      | 80' |
| 27    | MED   | Karim Adeyemi      | 72' |
| 14    | DEL   | Niclas Füllkrug    |     |
| D. T. | D. T. | Edin Terzić        |     |

| 1     | POR   | Thibaut Courtois  |       |
| 2     | DEF   | Dani Carvajal     |       |
| 22    | DEF   | Antonio Rüdiger   |       |
| 6     | DEF   | Nacho Fernández   |       |
| 23    | DEF   | Ferland Mendy     |       |
| 15    | MED   | Federico Valverde |       |
| 12    | MED   | Eduardo Camavinga |       |
| 8     | MED   | Toni Kroos        | 85'   |
| 5     | MED   | Jude Bellingham   | 85'   |
| 11    | DEL   | Rodrygo           | 90+1' |
| 7     | DEL   | Vinícius Júnior   | 90+4' |
| D. T. | D. T. | Carlo Ancelotti   |       |

| 11 | MED | Marco Reus          | 72' |
| 9  | DEL | Sébastien Haller    | 80' |
| 21 | DEL | Donyell Malen       | 80' |
| 43 | DEL | Jamie Bynoe-Gittens | 87' |

| 10 | MED | Luka Modrić   | 85'   |
| 14 | DEL | Joselu        | 85'   |
| 3  | DEF | Éder Militão  | 90+1' |
| 17 | DEF | Lucas Vázquez | 90+4' |

| 74' · 83' | Dani Carvajal Vinícius Júnior | 0:1 0:2 |

| 40' · 43' · 79' | Nico Schlotterbeck Marcel Sabitzer Mats Hummels |

| 35' | Vinícius Júnior |

| Principal  | Slavko Vinčić     |
| Asistentes | Tomaž Klančnik    |
|            | Andraž Kovačič    |
| Cuarto     | François Letexier |

| VAR            | Nejc Kajtazović     |
| Asistentes VAR | Rade Obrenović      |
|                | Massimiliano Irrati |

|                    |     |     |
| Tiros              | 13  | 13  |
| Tiros a puerta     | 3   | 6   |
| Faltas             | 12  | 8   |
| Saques de esquina  | 9   | 8   |
| Fueras de juego    | 1   | 0   |
| Posesión del balón | 46% | 54% |

| Alineación inicial |

| 1     | POR   | Gregor Kobel       |     |
| 26    | DEF   | Julian Ryerson     |     |
| 15    | DEF   | Mats Hummels       |     |
| 4     | DEF   | Nico Schlotterbeck |     |
| 22    | DEF   | Ian Maatsen        |     |
| 23    | MED   | Emre Can           | 80' |
| 20    | MED   | Marcel Sabitzer    |     |
| 10    | MED   | Jadon Sancho       | 87' |
| 19    | MED   | Julian Brandt      | 80' |
| 27    | MED   | Karim Adeyemi      | 72' |
| 14    | DEL   | Niclas Füllkrug    |     |
| D. T. | D. T. | Edin Terzić        |     |

| 1     | POR   | Thibaut Courtois  |       |
| 2     | DEF   | Dani Carvajal     |       |
| 22    | DEF   | Antonio Rüdiger   |       |
| 6     | DEF   | Nacho Fernández   |       |
| 23    | DEF   | Ferland Mendy     |       |
| 15    | MED   | Federico Valverde |       |
| 12    | MED   | Eduardo Camavinga |       |
| 8     | MED   | Toni Kroos        | 85'   |
| 5     | MED   | Jude Bellingham   | 85'   |
| 11    | DEL   | Rodrygo           | 90+1' |
| 7     | DEL   | Vinícius Júnior   | 90+4' |
| D. T. | D. T. | Carlo Ancelotti   |       |

| 11 | MED | Marco Reus          | 72' |
| 9  | DEL | Sébastien Haller    | 80' |
| 21 | DEL | Donyell Malen       | 80' |
| 43 | DEL | Jamie Bynoe-Gittens | 87' |

| 10 | MED | Luka Modrić   | 85'   |
| 14 | DEL | Joselu        | 85'   |
| 3  | DEF | Éder Militão  | 90+1' |
| 17 | DEF | Lucas Vázquez | 90+4' |

| 74' · 83' | Dani Carvajal Vinícius Júnior | 0:1 0:2 |

| 40' · 43' · 79' | Nico Schlotterbeck Marcel Sabitzer Mats Hummels |

| 35' | Vinícius Júnior |

| Principal  | Slavko Vinčić     |
| Asistentes | Tomaž Klančnik    |
|            | Andraž Kovačič    |
| Cuarto     | François Letexier |

| VAR            | Nejc Kajtazović     |
| Asistentes VAR | Rade Obrenović      |
|                | Massimiliano Irrati |

|                    |     |     |
| Tiros              | 13  | 13  |
| Tiros a puerta     | 3   | 6   |
| Faltas             | 12  | 8   |
| Saques de esquina  | 9   | 8   |
| Fueras de juego    | 1   | 0   |
| Posesión del balón | 46% | 54% |

| Alineación inicial |

| 1     | POR   | Gregor Kobel       |     |
| 26    | DEF   | Julian Ryerson     |     |
| 15    | DEF   | Mats Hummels       |     |
| 4     | DEF   | Nico Schlotterbeck |     |
| 22    | DEF   | Ian Maatsen        |     |
| 23    | MED   | Emre Can           | 80' |
| 20    | MED   | Marcel Sabitzer    |     |
| 10    | MED   | Jadon Sancho       | 87' |
| 19    | MED   | Julian Brandt      | 80' |
| 27    | MED   | Karim Adeyemi      | 72' |
| 14    | DEL   | Niclas Füllkrug    |     |
| D. T. | D. T. | Edin Terzić        |     |

| 1     | POR   | Thibaut Courtois  |       |
| 2     | DEF   | Dani Carvajal     |       |
| 22    | DEF   | Antonio Rüdiger   |       |
| 6     | DEF   | Nacho Fernández   |       |
| 23    | DEF   | Ferland Mendy     |       |
| 15    | MED   | Federico Valverde |       |
| 12    | MED   | Eduardo Camavinga |       |
| 8     | MED   | Toni Kroos        | 85'   |
| 5     | MED   | Jude Bellingham   | 85'   |
| 11    | DEL   | Rodrygo           | 90+1' |
| 7     | DEL   | Vinícius Júnior   | 90+4' |
| D. T. | D. T. | Carlo Ancelotti   |       |

| 11 | MED | Marco Reus          | 72' |
| 9  | DEL | Sébastien Haller    | 80' |
| 21 | DEL | Donyell Malen       | 80' |
| 43 | DEL | Jamie Bynoe-Gittens | 87' |

| 10 | MED | Luka Modrić   | 85'   |
| 14 | DEL | Joselu        | 85'   |
| 3  | DEF | Éder Militão  | 90+1' |
| 17 | DEF | Lucas Vázquez | 90+4' |

| 74' · 83' | Dani Carvajal Vinícius Júnior | 0:1 0:2 |

| 40' · 43' · 79' | Nico Schlotterbeck Marcel Sabitzer Mats Hummels |

| 35' | Vinícius Júnior |

| Principal  | Slavko Vinčić     |
| Asistentes | Tomaž Klančnik    |
|            | Andraž Kovačič    |
| Cuarto     | François Letexier |

| VAR            | Nejc Kajtazović     |
| Asistentes VAR | Rade Obrenović      |
|                | Massimiliano Irrati |

|                    |     |     |
| Tiros              | 13  | 13  |
| Tiros a puerta     | 3   | 6   |
| Faltas             | 12  | 8   |
| Saques de esquina  | 9   | 8   |
| Fueras de juego    | 1   | 0   |
| Posesión del balón | 46% | 54% |

| Alineación inicial |

|                                 |
| Bandera de España               |
| Campeón Real Madrid 15.º título |

## Jugador del partido
La UEFA entrega un premio oficial al Jugador del Partido después de cada partido de la fase de eliminatorias de la UEFA Champions League con el objetivo de reconocer a los mejores jugadores de la máxima competición europea de clubes.
| Octavos de final   | Octavos de final  | Cuartos de final  | Cuartos de final  | Semifinales     | Semifinales | Final         | Final       |  |
| Jugador            | Partido           | Jugador           | Partido           | Jugador         | Partido     | Jugador       | Partido     |  |
| ------------------ | ----------------- | ----------------- | ----------------- | --------------- | ----------- | ------------- | ----------- |  |
| Brahim Díaz        | RBL 0:1 RMA       | Martin Ødegaard   | ARS 2:2 BAY       | Mats Hummels    | BVB 1:0 PSG | Dani Carvajal | BVB 0:2 RMA |  |
| Kevin De Bruyne    | COP 1:3 MCI       | Antoine Griezmann | ATM 2:1 BVB       | Vinícius Júnior | BAY 2:2 RMA |               |             |  |
| Kylian Mbappé      | PSG 2:0 RSO       | Phil Foden        | RMA 3:3 MCI       | Mats Hummels    | PSG 0:1 BVB |               |             |  |
| Mattéo Guendouzi   | LAZ 1:0 BAY       | Raphinha          | PSG 2:3 FCB       | Vinícius Júnior | RMA 2:1 BAY |               |             |  |
| Marko Arnautović   | INT 1:0 ATM       | Julian Brandt     | BVB 4:2 ATM       |                 |             |               |             |  |
| Joey Veerman       | PSV 1:1 BVB       | Ousmane Dembélé   | FCB 1:4 PSG       |                 |             |               |             |  |
| Wenderson Galeno   | POR 1:0 ARS       | Joshua Kimmich    | BAY 1:0 ARS       |                 |             |               |             |  |
| Robert Lewandowski | NAP 1:1 FCB       | Federico Valverde | MCI 1:1 (3:4) RMA |                 |             |               |             |  |
| Willi Orbán        | RMA 1:1 RBL       |                   |                   |                 |             |               |             |  |
| Manuel Akanji      | MCI 3:1 COP       |                   |                   |                 |             |               |             |  |
| Kylian Mbappé      | RSO 1:2 PSG       |                   |                   |                 |             |               |             |  |
| Harry Kane         | BAY 3:0 LAZ       |                   |                   |                 |             |               |             |  |
| Jan Oblak          | ATM 2:1 (3:2) INT |                   |                   |                 |             |               |             |  |
| Jadon Sancho       | BVB 2:0 PSV       |                   |                   |                 |             |               |             |  |
| David Raya         | ARS 1:0 (4:2) POR |                   |                   |                 |             |               |             |  |
| Pau Cubarsí        | FCB 3:1 NAP       |                   |                   |                 |             |               |             |  |

## Estadísticas

### Máximos anotadores
Nota: No contabilizados los partidos y goles en rondas previas.
| \| Pos. \| Jugador \| Goles \| Part. (Min.) \| Prom. \| Club \| \| ---- \| ----------------- \| ----- \| ------------ \| ----- \| ------------------------- \| \| 1 \| Harry Kane \| 8 \| 12 (1064') \| 0.67 \| F. C. Bayern \| \| 2 \| Kylian Mbappé \| 8 \| 12 (1080') \| 0.67 \| Paris Saint-Germain F. C. \| \| 3 \| Erling Haaland \| 6 \| 9 (778') \| 0.67 \| Manchester City F. C. \| \| 4 \| Antoine Griezmann \| 6 \| 10 (821') \| 0.6 \| C. Atlético de Madrid \| \| 5 \| Vinícius Júnior \| 6 \| 10 (901') \| 0.6 \| Real Madrid C. F. \| Actualizado al último partido disputado el 1 de junio de 2024 (de acuerdo a la página oficial de la competición). |                   |       |              |       |                           |
| Pos. | Jugador           | Goles | Part. (Min.) | Prom. | Club                      |
| 1 | Harry Kane        | 8     | 12 (1064')   | 0.67  | F. C. Bayern              |
| 2 | Kylian Mbappé     | 8     | 12 (1080')   | 0.67  | Paris Saint-Germain F. C. |
| 3 | Erling Haaland    | 6     | 9 (778')     | 0.67  | Manchester City F. C.     |
| 4 | Antoine Griezmann | 6     | 10 (821')    | 0.6   | C. Atlético de Madrid     |
| 5 | Vinícius Júnior   | 6     | 10 (901')    | 0.6   | Real Madrid C. F.         |

### Tabla de asistencias
Nota: No contabilizados los partidos y asistencias en rondas previas.
| \| Pos. \| Jugador \| Asistencias \| Part. (Min.) \| Prom. \| Club \| \| ---- \| ---------------- \| ----------- \| ------------ \| ----- \| ----------------- \| \| 1 \| Vinícius Júnior \| 5 \| 10 (901') \| 0.5 \| Real Madrid C. F. \| \| 2 \| Marcel Sabitzer \| 5 \| 12 (929') \| 0.42 \| B. V. Borussia \| \| 3 \| Jude Bellingham \| 5 \| 11 (993') \| 0.45 \| Real Madrid C. F. \| \| 4 \| Raphinha \| 4 \| 7 (472') \| 0.57 \| F. C. Barcelona \| \| 5 \| Wenderson Galeno \| 4 \| 7 (651') \| 0.57 \| F. C. Porto \| \| 6 \| Bukayo Saka \| 4 \| 9 (725') \| 0.44 \| Arsenal F. C. \| \| 7 \| İlkay Gündoğan \| 4 \| 10 (835') \| 0.4 \| F. C. Barcelona \| \| 8 \| Harry Kane \| 4 \| 12 (1064') \| 0.33 \| F. C. Bayern \| Actualizado al último partido disputado el 1 de junio de 2024 (de acuerdo a la página oficial de la competición). |                  |             |              |       |                   |
| Pos. | Jugador          | Asistencias | Part. (Min.) | Prom. | Club              |
| 1 | Vinícius Júnior  | 5           | 10 (901')    | 0.5   | Real Madrid C. F. |
| 2 | Marcel Sabitzer  | 5           | 12 (929')    | 0.42  | B. V. Borussia    |
| 3 | Jude Bellingham  | 5           | 11 (993')    | 0.45  | Real Madrid C. F. |
| 4 | Raphinha         | 4           | 7 (472')     | 0.57  | F. C. Barcelona   |
| 5 | Wenderson Galeno | 4           | 7 (651')     | 0.57  | F. C. Porto       |
| 6 | Bukayo Saka      | 4           | 9 (725')     | 0.44  | Arsenal F. C.     |
| 7 | İlkay Gündoğan   | 4           | 10 (835')    | 0.4   | F. C. Barcelona   |
| 8 | Harry Kane       | 4           | 12 (1064')   | 0.33  | F. C. Bayern      |

### Hat-tricks o más
A continuación se detallan los tripletes conseguidos a lo largo de la temporada.
Nota: No contabilizados los partidos y asistencias en rondas previas.
| Fecha      | Jugador    | Minuto      | Local               |                     | Resultado |                     | Visitante            | Rep.      |
| ---------- | ---------- | ----------- | ------------------- | ------------------- | --------- | ------------------- | -------------------- | --------- |
| 25/10/2023 | Evanilson  | 46' 69' 84' | Royal Antwerp F. C. | Bandera de Bélgica  | 1 – 4     | Bandera de Portugal | F. C. Porto          | Jornada 3 |
| 29/11/2023 | João Mário | 5' 13' 34'  | S. L. Benfica       | Bandera de Portugal | 3 – 3     | Bandera de Italia   | F. C. Internazionale | Jornada 5 |

Actualizado al último partido disputado el 29 de noviembre de 2023.

### Autogoles
A continuación se detallan los autogoles marcados a lo largo de la temporada.
Nota: No contabilizados los partidos y asistencias en rondas previas.
| Fecha      | Jugador              | Minuto     | Local                 |                             | Resultado |                             | Visitante              | Rep.           |
| ---------- | -------------------- | ---------- | --------------------- | --------------------------- | --------- | --------------------------- | ---------------------- | -------------- |
| 19/9/2023  | Jelle Bataille       | 3 – 0, 22' | F. C. Barcelona       | Bandera de España           | 5 – 0     | Bandera de Bélgica          | Royal Antwerp F. C.    | Jornada 1      |
| 20/9/2023  | Sikou Niakaté        | 1 – 2, 88' | S. C. Braga           | Bandera de Portugal         | 1 – 2     | Bandera de Italia           | S. S. C. Napoli        | Jornada 1      |
| 3/10/2023  | Alex Meret           | 2 – 3, 78' | S. S. C. Napoli       | Bandera de Italia           | 2 – 3     | Bandera de España           | Real Madrid C. F.      | Jornada 2      |
| 4/10/2023  | Mario Hermoso        | 0 – 1, 7'  | C. Atlético de Madrid | Bandera de España           | 3 – 2     | Bandera de los Países Bajos | Feyenoord Rotterdam    | Jornada 2      |
| 7/11/2023  | Benjamin Henrichs    | 1 – 2, 81' | F. K. Crvena Zvezda   | Bandera de Serbia           | 1 – 2     | Bandera de Alemania         | R. B. Leipzig          | Jornada 4      |
| 28/11/2023 | Lutsharel Geertruida | 0 – 1, 14' | Feyenoord Rotterdam   | Bandera de los Países Bajos | 1 – 3     | Bandera de España           | C. Atlético de Madrid  | Jornada 5      |
| 28/11/2023 | Santiago Giménez     | 1 – 3, 81' | Feyenoord Rotterdam   | Bandera de los Países Bajos | 1 – 3     | Bandera de España           | C. Atlético de Madrid  | Jornada 5      |
| 28/11/2023 | Kosta Nedeljković    | 1 – 0, 8'  | B. S. C. Young Boys   | Bandera de Suiza            | 2 – 0     | Bandera de Serbia           | F. K. Crvena Zvezda    | Jornada 5      |
| 29/11/2023 | Nemanja Gudelj       | 2 – 2, 81' | Sevilla F. C.         | Bandera de España           | 2 – 3     | Bandera de los Países Bajos | P. S. V. Eindhoven     | Jornada 5      |
| 12/12/2023 | Serdar Saatçı        | 1 – 0, 9'  | S. S. C. Napoli       | Bandera de Italia           | 2 – 0     | Bandera de Portugal         | S. C. Braga            | Jornada 6      |
| 13/12/2023 | Stephen Eustáquio    | 3 – 2, 72' | F. C. Porto           | Bandera de Portugal         | 5 – 3     | Bandera de Ucrania          | F. K. Shakhtar Donetsk | Jornada 6      |
| 9/4/2024   | Rúben Dias           | 1 – 1, 12' | Real Madrid C. F.     | Bandera de España           | 3 – 3     | Bandera de Inglaterra       | Manchester City F. C.  | Cuartos Ida    |
| 16/4/2024  | Mats Hummels         | 2 – 1, 49' | B. V. Borussia        | Bandera de Alemania         | 4 – 2     | Bandera de España           | C. Atlético de Madrid  | Cuartos Vuelta |

### Rendimiento general
Nota: No contabilizadas las estadísticas en rondas previas.
| Club | Club                | Pts. | PJ | PG | PE | PP | GF | GC | Dif. | Rend.  |
| ---- | ------------------- | ---- | -- | -- | -- | -- | -- | -- | ---- | ------ |
| 1    | Real Madrid         | 31   | 13 | 9  | 4  | 0  | 28 | 15 | +13  | 79.49% |
| 2    | Borussia Dortmund   | 24   | 13 | 7  | 3  | 3  | 17 | 11 | +6   | 61.54% |
| 3    | Bayern Múnich       | 24   | 12 | 7  | 3  | 2  | 21 | 13 | +8   | 66.67% |
| 4    | París Saint-Germain | 17   | 12 | 5  | 2  | 5  | 19 | 15 | +4   | 47.22% |
| 5    | Manchester City     | 26   | 10 | 8  | 2  | 0  | 28 | 13 | +15  | 86.67% |
| 6    | Atlético de Madrid  | 20   | 10 | 6  | 2  | 2  | 23 | 13 | +10  | 66.67% |
| 7    | Barcelona           | 19   | 10 | 6  | 1  | 3  | 20 | 14 | +6   | 63.33% |
| 8    | Arsenal             | 17   | 10 | 5  | 2  | 3  | 19 | 8  | +11  | 56.67% |
| 9    | Porto               | 15   | 8  | 5  | 0  | 3  | 16 | 9  | +7   | 62.5%  |
| 10   | Inter de Milán      | 15   | 8  | 4  | 3  | 1  | 10 | 7  | +3   | 62.5%  |
| 11   | RB Leipzig          | 13   | 8  | 4  | 1  | 3  | 14 | 12 | +2   | 54.17% |
| 12   | Lazio               | 13   | 8  | 4  | 1  | 3  | 8  | 10 | –2   | 54.17% |
| 13   | Real Sociedad       | 12   | 8  | 3  | 3  | 2  | 8  | 6  | +2   | 50%    |
| 14   | Napoli              | 11   | 8  | 3  | 2  | 3  | 12 | 13 | –1   | 45.83% |
| 15   | PSV Eindhoven       | 10   | 8  | 2  | 4  | 2  | 9  | 13 | –4   | 41.67% |
| 16   | Copenhague          | 8    | 8  | 2  | 2  | 4  | 10 | 14 | –4   | 33.33% |
| 17   | Shakhtar Donetsk    | 9    | 6  | 3  | 0  | 3  | 10 | 12 | –2   | 50%    |
| 18   | Milan               | 8    | 6  | 2  | 2  | 2  | 5  | 8  | –3   | 44.44% |
| 19   | Lens                | 8    | 6  | 2  | 2  | 2  | 6  | 11 | –5   | 44.44% |
| 20   | Feyenoord           | 6    | 6  | 2  | 0  | 4  | 9  | 10 | –1   | 33.33% |
| 21   | Newcastle United    | 5    | 6  | 1  | 2  | 3  | 6  | 7  | –1   | 27.78% |
| 22   | Galatasaray         | 5    | 6  | 1  | 2  | 3  | 10 | 13 | –3   | 27.78% |
| 23   | Manchester United   | 4    | 6  | 1  | 1  | 4  | 12 | 15 | –3   | 22.22% |
| 24   | Benfica             | 4    | 6  | 1  | 1  | 4  | 7  | 11 | –4   | 22.22% |
| 25   | Red Bull Salzburgo  | 4    | 6  | 1  | 1  | 4  | 4  | 8  | –4   | 22.22% |
| 26   | Young Boys          | 4    | 6  | 1  | 1  | 4  | 7  | 13 | –6   | 22.22% |
| 27   | Sporting Braga      | 4    | 6  | 1  | 1  | 4  | 6  | 12 | –6   | 22.22% |
| 28   | Celtic              | 4    | 6  | 1  | 1  | 4  | 5  | 15 | –10  | 22.22% |
| 29   | Royal Antwerp       | 3    | 6  | 1  | 0  | 5  | 6  | 17 | –11  | 16.67% |
| 30   | Unión Berlín        | 2    | 6  | 0  | 2  | 4  | 6  | 10 | –4   | 11.11% |
| 31   | Sevilla             | 2    | 6  | 0  | 2  | 4  | 7  | 12 | –5   | 11.11% |
| 32   | Estrella Roja       | 1    | 6  | 0  | 1  | 5  | 7  | 15 | –8   | 5.56%  |

### Equipo ideal
El grupo de observadores técnicos de UEFA, seleccionó los siguientes 11 futbolistas como «Equipo de la Temporada» de la competición:
| \| N.º \| Pos. \| Nac. \| Jugador \| Equipo \| \| ------------------------------------------------------ \| ---- \| ---- \| --------------- \| ------------------------- \| \| 1 \| POR \| \| Gregor Kobel \| B. V. Borussia \| \| 2 \| DEF \| \| Dani Carvajal \| Real Madrid C. F. \| \| 22 \| DEF \| \| Antonio Rüdiger \| Real Madrid C. F. \| \| 15 \| DEF \| \| Mats Hummels \| B. V. Borussia \| \| 22 \| DEF \| \| Ian Maatsen \| B. V. Borussia \| \| 20 \| MED \| \| Marcel Sabitzer \| B. V. Borussia \| \| 17 \| MED \| \| Vitinha \| Paris Saint-Germain F. C. \| \| 5 \| MED \| \| Jude Bellingham \| Real Madrid C. F. \| \| 47 \| DEL \| \| Phil Foden \| Manchester City F. C. \| \| 9 \| DEL \| \| Harry Kane \| F. C. Bayern \| \| 20 \| DEL \| \| Vinícius Júnior \| Real Madrid C. F. \| \| Fuente: Unión Europea de Asociaciones de Fútbol (UEFA) \| \| \| \| \| |      |                             |                 |                           |
| N.º | Pos. | Nac.                        | Jugador         | Equipo                    |
| 1 | POR  | Bandera de Suiza            | Gregor Kobel    | B. V. Borussia            |
| 2 | DEF  | Bandera de España           | Dani Carvajal   | Real Madrid C. F.         |
| 22 | DEF  | Bandera de Alemania         | Antonio Rüdiger | Real Madrid C. F.         |
| 15 | DEF  | Bandera de Alemania         | Mats Hummels    | B. V. Borussia            |
| 22 | DEF  | Bandera de los Países Bajos | Ian Maatsen     | B. V. Borussia            |
| 20 | MED  | Bandera de Austria          | Marcel Sabitzer | B. V. Borussia            |
| 17 | MED  | Bandera de Portugal         | Vitinha         | Paris Saint-Germain F. C. |
| 5 | MED  | Bandera de Inglaterra       | Jude Bellingham | Real Madrid C. F.         |
| 47 | DEL  | Bandera de Inglaterra       | Phil Foden      | Manchester City F. C.     |
| 9 | DEL  | Bandera de Inglaterra       | Harry Kane      | F. C. Bayern              |
| 20 | DEL  | Bandera de Brasil           | Vinícius Júnior | Real Madrid C. F.         |
| Fuente: Unión Europea de Asociaciones de Fútbol (UEFA) |      |                             |                 |                           |

## Premios

### Jugador del mes
| Fase      | Primero           | Primero            | Segundo         | Segundo         | Tercero          | Tercero           | Cuarto          | Cuarto             |
| Fase      | Jugador           | Equipo             | Jugador         | Equipo          | Jugador          | Equipo            | Jugador         | Equipo             |
| --------- | ----------------- | ------------------ | --------------- | --------------- | ---------------- | ----------------- | --------------- | ------------------ |
| Jornada 1 | Wenderson Galeno  | Porto              | João Félix      | Barcelona       | Jude Bellingham  | Real Madrid       | Martin Ødegaard | Arsenal            |
| Jornada 2 | Álvaro Morata     | Atlético de Madrid | Jude Bellingham | Real Madrid     | Rasmus Højlund   | Manchester United | Bruma           | Sporting Braga     |
| Jornada 3 | Evanilson         | Porto              | Gabriel Jesus   | Arsenal         | Santiago Giménez | Feyenoord         | David Raum      | RB Leipzig         |
| Jornada 4 | Antoine Griezmann | Atlético de Madrid | Erling Haaland  | Manchester City | Bukayo Saka      | Arsenal           | Rodrygo Goes    | Real Madrid        |
| Jornada 5 | Ciro Immobile     | Lazio              | João Mário      | Benfica         | Hakim Ziyech     | Galatasaray       | Phil Foden      | Manchester City    |
| Jornada 6 | Wenderson Galeno  | Porto              | Ángel Di María  | Benfica         | Joselu           | Real Madrid       | Samuel Lino     | Atlético de Madrid |

### Gol del mes
| Fase      | Primero          | Primero          | Segundo         | Segundo            | Tercero         | Tercero            | Cuarto          | Cuarto             |
| Fase      | Jugador          | Equipo           | Jugador         | Equipo             | Jugador         | Equipo             | Jugador         | Equipo             |
| --------- | ---------------- | ---------------- | --------------- | ------------------ | --------------- | ------------------ | --------------- | ------------------ |
| Jornada 1 | Tetê             | Galatasaray      | Ivan Provedel   | Lazio              | João Félix      | Barcelona          | Angelo Fulgini  | Lens               |
| Jornada 2 | Bruma            | Sporting Braga   | Jude Bellingham | Real Madrid        | Fabian Schär    | Newcastle United   | Julián Álvarez  | Manchester City    |
| Jornada 3 | Gabriel Jesus    | Arsenal          | Kyōgo Furuhashi | Celtic             | Xavi Simons     | RB Leipzig         | Elia Meschack   | Young Boys         |
| Jornada 4 | Erling Haaland   | Manchester City  | Xavi Simons     | RB Leipzig         | Álvaro Morata   | Atlético de Madrid | Samuel Lino     | Atlético de Madrid |
| Jornada 5 | Kerem Aktürkoğlu | Galatasaray      | Rodrygo Goes    | Real Madrid        | Bruno Fernandes | Manchester United  | Martin Ødegaard | Arsenal            |
| Jornada 6 | Joelinton        | Newcastle United | Samuel Lino     | Atlético de Madrid | Arthur Cabral   | Benfica            | Oscar Bobb      | Manchester City    |